# László Killik
László Killik (Arad, 1º settembre 1927 – Budapest, 11 febbraio 2016) è stato un allenatore di pallacanestro ungherese.

## Carriera
Ha guidato l'Ungheria femminile alle Olimpiadi di Mosca 1980, a due edizioni dei Campionati del mondo (1975, 1986).